# 이대희의 골든디스크
이대희의 골든디스크는 1997년 4월 7일부터 2020년 2월 2일까지 23년간 대구MBC FM4U(FM 95.3MHz)에서 매일 오전 11시부터 정오까지 D.J 이대희의 진행으로 방송됐던 대구·경북 지역의 팝 음악전문 라디오 프로그램이다.
이대희는 1983년 10월10일 대구 MBC FM 개국과 함께 공채 1기 D.J로 입사해서 '팝스 퍼레이드' '4시의 다이얼' '별이 빛나는 밤에' '이대희의 음악캠프' 'FM 모닝쇼' '한밤의 플랫홈'을 진행했으며D.J 외에도 보도 프로그램 '달구벌 만평'을 잠시 맡은 바 있다.
1997년부터 '이대희의 골든디스크'를 맡아 약 23년 간을 1인 D.J 프로그램으로 제작. 방송하면서 
'시청자 위원상'과 '모범 프리랜서상'을 수상하였으며, 대외적으로는 기획사 '골든파크'의 대표로
지역 가수 발굴과 육성은 물론이고 '비쏠락'이란 문화 단체를 만들어 150회가 넘는 공연을 펼쳤고,지금도 대구. 경북을 비롯한 전국의  지자체 행사에 기획부터 연출. 진행까지 맡아 가수들과 함께 출연해서 수많은 무대를 꾸며오고 있다. 
그동안의 주요 공연으로 '대구 치맥 페스티발. 3일 밤의 이대희 O.S.T 음악회' '대구 포크페스티발'
'들안길 푸드축제' Airstream2u 와 함께 기획한 '합덕제 연호축제' '수성못 한 여름밤의 O.S.T' '김광석 거리공연' '밀양 O.S.T 공연'
'김천 직지사 퓨전국악회'를 비롯한 19년에 걸쳐 많은 무대 공연을 펼쳐오고 있으며, 2023년부터 경북 청도에서 퓨전국악대전의 기획및 연출진행중이다.
현재, 대구MBC 라디오 '즐거운 오후2시'에서 '이대희의 가요앨범'을 진행하고 있다. 

## 코너소개

### 매일
- Pop's Today
  - 오늘의 팝스타를 선정해 간략한 해설과 함께 대표적인 히트곡을 들어보자.
- 사연과 신청곡

### 월요일
- 팝송 이야기
  - 뻔한 가사이지만, 그 속에는 깊은 뜻이 있는 팝송의 이야기와 음악을 들어보는 시간

### 화요일
- 그대만을 위한 노래
  - 청취자 사연으로 꾸미는 노래배달 코너

### 수요일
- 골디 고고장
  - 쌓인 피로를 풀어주는 추억의 고고파티

### 목요일
- 원곡과 번안가요
  - 귀에 익은 그 노래의 원곡을 찾아서

### 금요일
- 그 시절 그 노래
  - 세월 속에 멀어져가는 추억의 가요를 들어보자

### 토요일
- 주말의 영화음악
  - 추억의 명화와 주제곡을 들어보는 주말코너

### 일요일
- 휴일 우체통
  - 편지사연 소개
- 시가 있는 뜨락
  - 시 평론가 이상미씨와 함께

## 같이 보기
- 대구문화방송
- MBC FM4U
- FM 골든디스크

| 대구MBC FM4U          |                          |                          |
| 이전                  | 이대희의 골든디스크      | 다음                     |
| 오늘아침 정지영입니다 | 이대희의 골든디스크      | 김소영의 정오의 희망곡   |
| 오전 9시 ~ 오전 11시  | 오전 11시 ~ 정오         | 정오 ~ 오후 2시          |
| 전국방송              | 대구·경북 남부 지역 방송 | 대구·경북 남부 지역 방송 |